# ロバート・ニュートン・ペック
ロバート・ニュートン・ペック（Robert Newton Peck、1928年2月17日 - ）はアメリカ合衆国のヤングアダルト（ジュブナイル）作家。主な著書は、『スープ』、『豚の死なない日』。

## 伝記
ペック自身が語るところによると、誕生日は1928年2月17日で、バーモント州で生まれ、テキサスの高校を卒業した。詳細については明らかにしていない。ペックは、テネシー州ナッシュビルで生まれたという説もある。ナッシュビルは、彼の母親が生まれた場所という説がある。別の説では、それは、ニューヨーク州タイコンデロガであり、ペックもそこで生まれたとされる。また、ペックの父親がバーモント州コーンウォールで生まれており、それがバーモントとの唯一確かな繋がりである。
ペックは、60冊以上の著書があり、代表作は『豚の死なない日』。ペックの少年時代の話で、農場で働く中、少年になって行く過程を描いている。ペックは優秀な学生だったが、学校生活は第二次世界大戦によって途中で打ち切られた。戦中から戦後直後まで、彼は陸軍第88歩兵師団に機関銃手として従軍した。その後アメリカに戻り、ローリンズ大学で学び、1953年に卒業した。それからコーネル大学ロー・スクールに入学したが、教科課程は修了できなかった。ペックは、ドロシー・アン・ヒューストンと結婚し、アンとクリストファーの二児をもうけた。この二人の名付け親と花婿付添い人は、『Mr. Roger's Neighborhood』のフレッド・ロジャースである。
1972年、ペックが44歳の時、処女作『豚の死なない日』を発表。それからは、文学を生涯の仕事としている。現在までに、フィクション53作品、ノンフィクション5作品、楽曲35作品、テレビ映像3作品、そして数百作以上の詩を発表している。
1993年、ペックは口腔がんと診断された。2005年までフロリダ州ロングウッドに住んでいた。

## 主な著書

### ノンフィクション
- How to Create Unforgettable Characters (1983)

### フィクション
- A Day No Pigs would Die （豚の死なない日）(1972)
- Soup （スープ）(1974)
- A Part Of The Sky （続・豚の死なない日）(1994)